# هالليلة..ما في نوم (ألبوم)
الليلة مافي نوم هو أحد ألبومات المطربة نجوى كرم وصدر في 2011، وقد احتوى الألبوم على ثمان أغاني.
يحتوي الألبوم على نوع جديد من الغناء وهو غناء الأيقاعات عن طريق الفم في أغنية مافي نوم. تميز بوجود ثلاث اغاني من تأليف الفنانة نجوى كرم مافي نوم وشو هليلة وعيني بعينك. وتم تصوير إحدى اغانيه «مافي نوم» بطريقة ال 3دي واعتبر أول كليب يصور بهذه الصيغة في العالم العربي.

## الأغاني
1. مافي نوم
2. يابيه
3. شو هليلة
4. طمعتك
5. دلل
6. عيني بعينك
7. بياع الياناصيب
8. لو بس بتعرف

## الفديو كليبات التابعة للألبوم
مافي نوم ولو بس تعرف